# Paralastor sanguineus
Paralastor sanguineus är en stekelart som först beskrevs av Henri Saussure 1856.  Paralastor sanguineus ingår i släktet Paralastor och familjen Eumenidae. Inga underarter finns listade i Catalogue of Life.